# 6-й гвардейский танковый полк
6-й гвардейский танковый Львовский ордена Ленина, Краснознамённый, орденов Суворова, Кутузова и Богдана Хмельницкого полк (сокр. 6 тп, в/ч 93992) — тактическое формирование Сухопутных войск Российской Федерации.
Полк находится в составе 90-й гвардейской танковой дивизии с пунктом постоянной дислокации в городе Чебаркуль Челябинской области.

## История
Ведёт историю от 16-й гвардейской механизированной бригады 6-го гвардейского механизированного корпуса Рабоче-крестьянской Красной армии.
24 июня 1945 года, на основании приказа НКО СССР № 0013 от 10 июня 1945 года, 16-ю гвардейскую механизированную бригаду преобразовали в 16-й гвардейский механизированный полк 6-й гвардейской механизированной дивизии (в/ч пп 89428). 114-й гвардейский танковый полк был переформирован в 114-й гвардейский танковый батальон
17 мая 1957 года переименован в 16-й гвардейский мотострелковый полк.
В 1985 году, в соответствии с директивами Министра обороны СССР № 314/1/00900 от 4 декабря 1984 г. и Генерального штаба ВС СССР № 314/3/0224 от 8 февраля 1985 г. 6-я гвардейская мотострелковая дивизия была переформирована в 90-ю гвардейскую танковую Львовскую ордена Ленина, Краснознамённую, ордена Суворова дивизию (в/ч 61150). Полк был переформирован в 6-й гвардейский танковый Львовский ордена Ленина, Краснознамённый орденов Суворова, Кутузова и Богдана Хмельницкого полк (в/ч 60524), с местом дислокации Бад-Фрайенвальде.
На начало 1991 года полк имел на вооружении: 93 Т-80, 58 БМП (24 БМП-2, 30 БМП-1, 4 БРМ-1К), 2 БТР-60, 18 2С1, 6 БМП-1КШ, 2 ПРП-3/-4, 3 РХМ, 1 Р-145БМ, 3 ПУ-12, 2 МТ-55А.
В ноябре — декабре 1997 года 90-я гвардейская танковая дивизия была преобразована в 968-ю гвардейскую базу хранения вооружения и военной техники (танковых войск), а её 6-й гвардейский танковый полк в отдел 5968-й БХВТ(т).
В 2016 году полк был воссоздан в составе 90-й гвардейской танковой Витебско-Новгородской дважды Краснознамённой дивизии с пунктом постоянной дислокации в городе Чебаркуль Челябинской области.
30 июня 2018 года полку присвоено почётное наименование «Львовский ордена Ленина, Краснознамённый, орденов Суворова, Кутузова и Богдана Хмельницкого».
В 2022 году полиция Украины обвинила двух военнослужащих полка в изнасиловании беременной женщины в Киевской области в марте 2022 года во время оккупации области войсками РФ в ходе войны с Украиной. Ребенка женщина потеряла.
10 марта 2022 года погиб командир полка полковник Александр Владимирович Захаров. В ходе боя в Броварском районе Киевской области полк понёс значительные потери личного состава и техники.
По итогам боёв за Авдеевку 6-му танковому полку объявлена благодарность Верховного главнокомандующего Вооружёнными силами в поздравительной телеграмме генерал-полковнику А. Н. Мордвичёву от 17 февраля 2024 года.